# Черна вас
Чърна вас (на словенски: Črna vas) е село в Словения, регион Средна Словения, община Любляна. Според Националната статистическа служба на Република Словения през 2015 г. селото има 945 жители.